# Список генеральних консулів КНР в Адені
Нижче наведений список генеральних консулів Китайської Народної Республіки в Адені, Ємен.

## Список

### 1990-1994
22 травня 1990 року відбулося об'єднання Ємену, а 26 травня між КНР та урядом Ємену було досягнуто домовленості про перетворення Посольства КНР в демократичному Ємені на Генеральне консульство в Адені, яке було офіційно відкрито 1 червня 1990 року і тимчасово відкликано 19 травня 1994 року у зв'язку з початком громадянської війни в Ємені.
| Генеральний консул | Дата призначення | Дата звільнення |
| ------------------ | ---------------- | --------------- |
| Лі Люґень          | Жовтень 1990     | Березень 1992   |
| Цінь Хунґо         | Січень 1993      | Травень 1994    |

### 1995-2015
Генеральне консульство в Адені відновило роботу 7 вересня 1994 року, після закінчення громадянської війни в Ємені, і було тимчасово закрито 6 квітня 2015 року у зв'язку з початком нової громадянської війни.
| Генеральний консул | Дата призначення | Дата вступу на посаду | Дата звільнення |
| ------------------ | ---------------- | --------------------- | --------------- |
| Ши Яньчунь         | Березень 1995    |                       | Липень 1997     |
| Яжен Сяолун        | Вересень 1997    |                       | Листопад 1999   |
| Чень Баньнянь      | Листопад 1999    |                       | Січень 2003     |
| У Чуаньцін         | Лютий 2003       |                       | Серпень 2005    |
| Ван Цян            | Серпень 2005     |                       | Листопад 2009   |
| Фен Фуде           | Вересень 2009    |                       | Липень 2012     |
| Пань Чжинань       | Лютий 2013       | 16 лютого 2013        | Березень 2015   |